# Union des Forces Démocratiques de Guinée
Union des Forces Démocratiques de Guinée (UFDG) är ett politiskt parti i Guinea och det största oppositionspartiet. Partiledaren Cellou Dalein Diallo var Guineas premiärminister 2004 till 2006.
I parlamentsvalet 2013 fick partiet 37 av 114 mandat och blev det näst största partiet i Guineas nationalförsamling.